# Путу Віджая
Путу Віджая (індонез. Putu Wijaya, нар.. 11 квітня 1944 р., Пурі-Аном, Табахан, Балі), повне ім'я: І Густі Нгурах Путу Віджая) — індонезійський прозаїк, драматург, режисер, журналіст.

## Біографія і творчість
У 1962 році Путу Віджая закінчив середню школу в Сінгараджі (тут він з успіхом зіграв у п'єсі Антона Чехова «Ведмідь» ), в 1969 році - юридичний факультет Університету Гаджа Мада (Джокякарта). У 1974-1975 роках займався у міжнародній письменницькій програмі у Айовському університеті (США). У 1967 році він грав у трупі Рендри "Театральна майстерня", а в 1970-ту – у трупі «Театр Кєчіл». Потім в 1971 році заснував власний Незалежний театр («Театер Мандірі») в Джакарті, з яким у 1991 році гастролював по США. 
Також Путу Віджая викладав у Академії мистецтва Республіки Індонезії в Джокякарті та Інституті мистецтв Джакарти (1977-1980), а також у  Вісконсинському університеті в Медісоні тв Іллінойському університеті (США) за програмою Фулбрайта (1985-1988) . У 1991-1992 роках за стипендії Японського фонду був гостем-письменником Кіотського університету. Працював оглядачем популярних журналів "Експрес" і "Темпо". Виступив Путу Віджая режисером фільмів «Час-чіс-чус» (1989) , «Зигзаг» (1991) і «Плонг» (1991) . На створеній ним кіностудії «Мандірі Продакшн-Хауз» поставив ряд телевізійних фільмів . 
Путу Віджая опублікував декілька збірок оповідань, у тому числі "Бомба" (1978), «Лід» (1980) та "Чик!" (1982). Перший роман "Коли Згущується Темрява" побачив світ у 1971 році. В подальшому у творчості домінують елементи абсурдизму (романи "Телеграма", 1972; "Фабрика", 1976; "Раптово - ніч", 1977; «Терор», 1991, «Час-чіс-чус», 1996) . 
Проза пекладалася іноземнтими мовами, включаючи англійську, арабську, голландську, німецьку, російську, тайську, французьку та японську. Всього Путу Віджая написав 30 повістей, 40 п'єс, більше тисячі оповідань (13 збірників), 9 кіносценаріїв, більше 20 сценаріїв для телефільмів.

## Нагороди
- Приз на конкурсі романів Ради мистецтв Джакарти (1971, 1975, 1977)
- Літературна премія Південно-Східної Азії (1980)
- 3 призу «Чітре» індонезійських кінофестивалів за сценарії фільмів «Сільська дівчина» (1980), «Паперові квіти» (1985), «Рамадан і Рамона» (1992) [8].
- Премія в галузі мистецтва міністерства освіти і культури (1991)
- Нагорода губернатора Балі (1993)
- Приз на кращий комедійний телевізійний серіал («Лжедукун», 1995)
- Медаль за досягнення в галузі культури (Satyalancana Kebudayaan) (2004)
- Премія Ахмада Бакрі (2007)
- Премія Джакартської академії (2009)

## Родина
- Батько I Gusti Ngurah Raka
- Мати Mekel Ermawati
- Дружина Dewi Pramowati (з 1985)
- Діти Yuka Mandiri, I Gusti Ngurah Taksu Wijaya

## Основні твори

### Збірки оповідань
- Gre. Jakarta: Balai Pustaka, 1982
- Blok. Jakarta: Pustaka Firdaus, 1994
- Darah. Jakarta: Balai Pustaka, 1995
- Zig Zag. Jakarta: Pustaka Firdaus, 1996
- Tidak. Jakarta: Pabelan Jayakarta, 1999

### П'єси
- Dar-Der-Dor. Jakarta: Grasindo, 1996

### Повісті
- Bila Malam Bertambah Malam. Jakarta: Pustaka Jaya, 1971
- Telegram. Jakarta: Pustaka Jaya, 1973
- MS. Jakarta, 1975
- Ratu. Jakarta, 1977
- Sah. Jakarta, 1977
- Stasiun. Jakarta, Pustaka Jaya, 1977
- Tak Cukup Sedih. Jakarta, 1977
- Keok. Jakarta: Pustaka Jaya, 1978
- Sobat. Jakarta: Sinar Harapan, 1981
- Lho. Jakarta: Balai Pustaka, 1982
- Nyali, Jakarta: Balai Pustaka, 1983
- Dor. Jakarta: Balai Pustaka, 1986
- Pol. Jakarta: Gramedia, 1987
- Teror. Jakarta: Pustaka Jaya, 1991
- Kroco. Jakarta: Pustaka Firdaus, 1995
- Byar Pet. Jakarta: Pustaka Firdaus, 1995
- Aus. Jakarta: Grasindo, 1996
- Tetralogi Dangdut: Nora (1st book), Mala (2nd book) 2008

### Вірші
- Dadaku adalah Perisaiku. Denpasar: Lesiba, 1974

### Переклади російською мовою
- Путу Виджайя. Когда сгущается тьма. Повесть; Телеграмма. Роман. Перевод А. Оглоблина. Ред. Е. Руденко. М.: Прогресс, 1981
- Путу Виджайя. Телеграмма. Роман. Перевод А. Оглоблина.  -  Современная индонезийская проза. 70-е годы. Сост. В.И. Брагинский. Ред. Е. Руденко. М.: Радуга, 1988, с. 310–402.
- Путу Виджайя. Пламя (Фабрика). Повесть. Пер. В. Цыганова. - Начало пути. Восточный альманах Выпуск девятый. М.: ХЛ, 1981. С. 345-428.

## Фільмографія[9]

### Як актор
- Malin Kundang (Anak Durhaka) (1971)
- Virgin in Bali, A (Perawan Asing di Bali) (1973)
- Nyoman Cinta Merah Putih (1989)
- Serdadu Kumbang (2011)

### Як сценарист
- Dr Siti Pertiwi Kembali ke Desa (1979)
- Bayang-bayang Kelabu (1979)
- Sepasang Merpati (1979)
- Perawan Desa (1978)
- Dr. Karmila (1981)
- Bunga Bangsa (1982)
- Tapak-tapak Kaki Wolter Monginsidi (1982)
- Kembang Kertas (1984)
- Joe Turun ke Desa (1989)
- Bercinta dalam Mimpi (1989)
- Cas Cis Cus (Sonata di Tengah Kota) (1989)
- Perasaan Perempuan (1990)
- Boss Carmad (1990)
- Plong (Naik Daun) (1991)
- Zig Zag (Anak Jalanan) (1991)
- Ramadhan dan Ramona (1992)
- Blanco, the Colour of Love (1997)
- Sebuah Pertanyaan Untuk Cinta (2000)
- Telegram (2001)
- Bali Forever (2007)

### Як режисер
- Cas Cis Cus (Sonata di Tengah Kota) (1989)
- Zig Zag (Anak Jalanan) (1991)
- Plong (Naik Daun) (1991)